# Agentschap van de Europese Unie voor het ruimtevaartprogramma

Logo

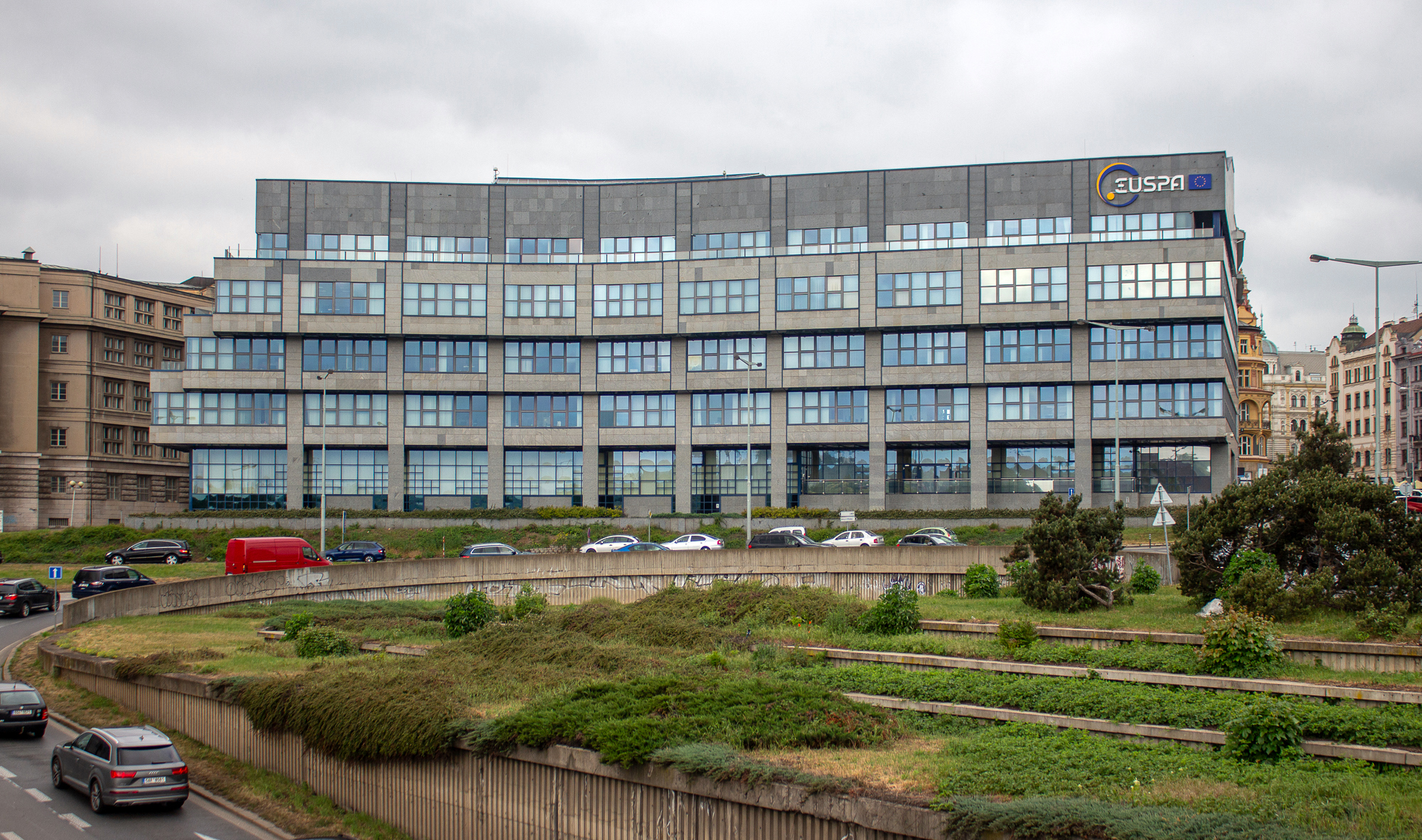
Kantoor van de Toezichthoudende Autoriteit voor het Europees wereldwijd satellietnavigatiesysteem

De Agentschap van de Europese Unie voor het ruimtevaartprogramma (Toezichthoudende Autoriteit voor het Europees wereldwijd satellietnavigatiesysteem) is in 2004 opgericht.
Het agentschap moet ervoor zorgen dat het algemeen belang naar behoren wordt verdedigd en vertegenwoordigd met betrekking tot Europa's satellietnavigatie-programma's (Galileo en Egnos). Galileo wil een modern Europees alternatief bieden voor het gevestigde Amerikaanse gps-systeem.
Het agentschap is verantwoordelijk voor het beheer van en het toezicht op de financiële middelen van het programma. Het zal de Europese Commissie helpen bij alle kwesties in verband met radionavigatie per satelliet.